# Rosenthal am Rennsteig
Rosenthal am Rennsteig är en kommun i Saale-Orla-Kreis i förbundslandet Thüringen i Tyskland.
Kommunen bildades den 1 januari 2019 genom en sammanslagning av de tidigare kommunerna Birkenhügel, Blankenberg, Blankenstein, Harra, Neundorf (bei Lobenstein), Pottiga och Schlegel.